# Panhard X46
Pour les articles homonymes, voir X46.
La Panhard et Levassor X46 est une grande voiture, présentée par le constructeur français Panhard et Levassor.

## Conception
La Panhard X46 est équipée d'un moteur SK4E3 quatre cylindres « sans soupapes » licence Charles Yale Knight (de) (d'où le K du sigle). Les cylindres ayant un alésage de 85 mm et une course de 140 mm, la cylindrée est de 3 178 cm3. Le moteur a une puissance de 16 CV. Le véhicule se distingue par sa transmission : la force motrice du moteur est transmise à l'essieu arrière par un système « Flector » constitué d'éléments élastiques en caoutchouc plutôt que par un arbre à cardan.
L'empattement est de 3,374 m et plusieurs carrosseries sont proposées.

## Historique
La production commence en 1924 et s'achève en octobre 1928. Environ 1 800 exemplaires sont produits, dont autour de 330 ont été exportés.

## Utilisation militaire
L'Armée française achète des X46 à partir de 1925, comme voitures de liaison.
L'Armée teste en 1925 l'utilisation d'un blindage amovible à installer sur des X46 torpédo de réquisition pour les transformer en « automitrailleuses de circonstance » servant dans les groupes de reconnaissance de la cavalerie. Un prototype est testé en 1926 avec un blindage partiel. Les tests sont concluants mais seul l'avant est protégé. Le prototype reçoit donc un nouveau blindage en 1928. L'idée de blindage démontable est abandonné et la X46 devient une véritable voiture blindée. Trois autres sont produites et les trois véhicules sont affectées à Colomb-Béchar en février 1929 et rattachées à partir de juillet 1929 au 1er régiment étranger de cavalerie. En 1933, elles passent au 2e régiment de chasseurs d'Afrique d'Oran. Elles terminent leur carrière au début des années 1940, comme véhicules d'instruction.